# Aziz Corr Nyang
Aziz Corr Nyang est un footballeur suédois d'origine gambienne né le 27 août 1984.

## Palmarès
- champion de Malte en 2014

## Sélections
- International gambien entre 2002 et 2011[1].